# Tấn (Mỹ)
Tấn ngắn hay tấn Mỹ (ký hiệu S/T) là một đơn vị đo khối lượng tương đương với 2.000 lb (khoảng 907,18474 kg). Tại Hoa Kỳ nó thường đơn giản chỉ gọi là ton mà không có sự phân biệt rõ ràng với tấn mét (tiếng Anh: ton hay tonne với giá trị bằng 1.000 kilôgam) hay tấn dài (tiếng Anh: long ton, có giá trị bằng 2.240 pao hay khoảng 1.016 kg); mà trái lại hai đơn vị sau thường phải ghi chú cụ thể. Tuy nhiên, có một vài ứng dụng tại quốc gia này mà ton không nêu cụ thể là tấn gì vẫn thường có nghĩa là tấn dài (chẳng hạn, đối với các tàu thuyền của hải quân)
hay tấn mét (các số liệu về sản lượng lương thực trên thế giới).
Cả tấn ngắn lẫn tấn dài đều được định nghĩa bằng 20 tạ, nhưng một tạ bằng 112 pao (tương đương với 8 stone) trong hệ đo lường Anh (tạ dài hay tạ gộp) và 100 pao trong hệ đo lường tập quán Mỹ (tạ ngắn hay tạ ròng, tạ tịnh).
Một tấn-lực ngắn bằng 2.000 pao-lực hay 8.896 newton.